# Cola ballayi
Cola ballayi är en malvaväxtart som beskrevs av Marie Maxime Cornu, A. Tscirch och O. Oesterle. Cola ballayi ingår i släktet Cola och familjen malvaväxter. Inga underarter finns listade i Catalogue of Life.